# ミッケリ
ミッケリ（フィンランド語: Mikkeli [ˈmikːeli], Mikkelin kaupunki、スウェーデン語: S:t Michel）はフィンランド南部の南サヴォ県に位置する都市。ミッケリ郡に属する。首都ヘルシンキの北西約210km、サイマー湖の湖岸に位置している。人口は2021年12月31日現在52,121人である。

## 歴史
1323年にNöteborg条約(Treaty of Nöteborg)により、この地を含むSavilahti教区はノヴゴロド公国の支配下からスウェーデンの支配下となった。

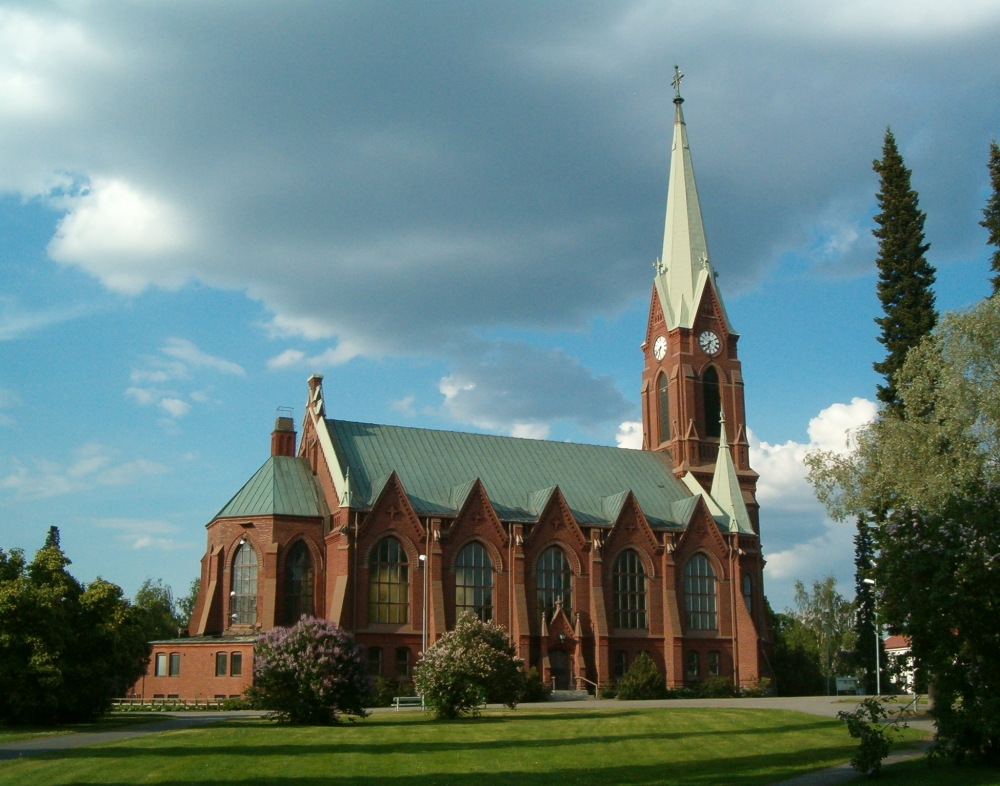
ミッケリ教会

1597年1月23日、棍棒戦争（Cudgel War）の最中、Kenkäveroの牧師館で2000人以上の農民が殺害された。
グスタフ3世 (スウェーデン王)の対ロシア帝国戦争において1789年6月13日にはミッケリの南方で交戦された。
1918年のフィンランド内戦では右派白衛軍がこの地で設立された。
第二次世界大戦中の冬戦争と継続戦争のさなかにはフィンランド軍の本部が置かれた。
2007年1月1日にHaukivuoriを合併した。

## スポーツ
- ミッケリン・パロイリャート：サッカー、ウッコネン（国内2部リーグ）所属

## ミッケリ出身の人物
- エーロ・レートネン - 陸上競技選手
- ユッシ・ヤースケライネン - サッカー選手
- ハッリ・キルヴェスニエミ - クロスカントリースキーのオリンピックメダリスト
- カレルヴォ・トゥーッカネン - 作曲家、ロンドンオリンピック芸術競技銀メダリスト

ミッケリ市街の地図

## 姉妹都市
- ベーケーシュチャバ（ハンガリー）
- ルーガ（ロシア）
- オロネツ（ロシア）
- モルデ（ノルウェー）